# 許文寧
許文寧（1964年—），北韓女指揮家，出生於平壤。因父親曾是萬壽臺藝術團團長，受其藝術熏陶，入讀並畢業於平壤音樂舞蹈大學（今平壤金元均音樂大學），曾在萬壽臺藝術團任指揮。現任朝鮮國立交響樂團準指揮者。